# Goodeniaphila
Goodeniaphila is een geslacht van wantsen uit de familie van de Miridae (Blindwantsen). Het geslacht werd voor het eerst wetenschappelijk beschreven door Tatarnic in 2009.

## Soorten
Het genus bevat de volgende soorten:

- Goodeniaphila cassisi Tatarnic, 2009
- Goodeniaphila schuhi Tatarnic, 2009